# Aichi B7A
El Aichi B7A Ryusei («estrella fugaz») fue un avión torpedero y bombardero en picado japonés de las postrimerías de la Segunda Guerra Mundial. El nombre en código aliado era Grace.

## Diseño y desarrollo

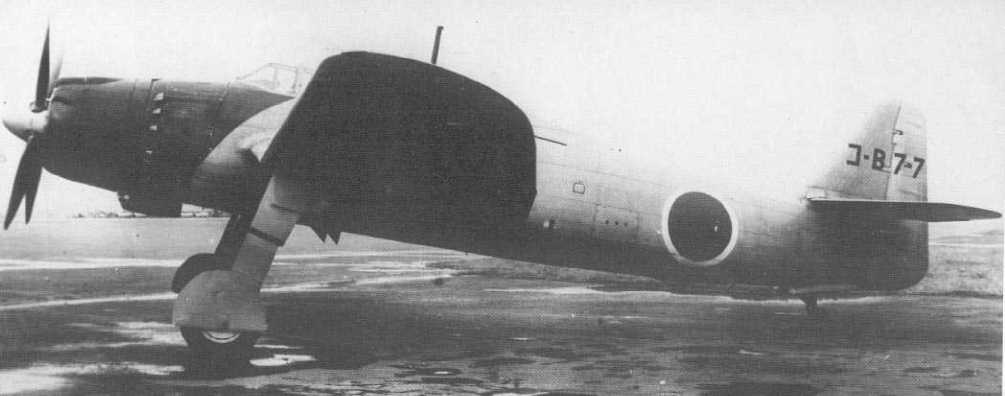
Un Grace B7A.

La necesidad de un torpedero y bombardero en picado que reemplazara al torpedero Nakajima B6N Tenzan Jill y al avión de asalto Yokosuka D4Y Suisei Judy . Las especificaciones emitidas por la Armada requerían una carga interior de bombas de hasta 500 kg o torpedos en afuste exterior hasta 800 kg, además se solicitó altas velocidades y una gran autonomía, dando por hecho que resultaba esencial un motor de elevada potencia; para ello la Armada seleccionó uno que en aquellos momentos, era todavía un motor experimental: el radial de doble línea Nakajima Homare 11 con un desarrollo de 1.800 cv. Dichas especificaciones fueron respondidas por la firma Aichi con su prototipo AM-23 de 1941 el cual voló a mediados del año siguiente.
Fue llamado en principio Bombardero Experimental 16 Shi de ataque para portaaviones de la Armada (Aichi B7A1), pensado para operar desde el portaaviones Taihō . Era un monoplano de ala media con configuración de diedro negativo o gaviota, tren de aterrizaje retráctil y con cola convencional. Una sección de los paneles exteriores de las alas se plegaba para su almacenaje o transporte. Como era de esperarse, la combinación de problemas relativos al fuselaje aunado a problemas con la puesta a punto del nuevo motor 9C  Nakajima Homare 12 de 18 cilindros causaron una gran pérdida de valioso tiempo hasta que el modelo pudo ponerse en producción bajo la designación Bombardero de ataque para portaaviones de la Armada Ryusei o Aichi B7A2.
El armamento defensivo consistía inicialmente en dos cañones automáticos Tipo 99 Modelo 2 de 20 mm
en las raíces alares y una ametralladora Tipo 1 de 7,92 mm montada en la cabina trasera. Los modelos de producción posteriores del B7A2, montaban una  ametralladora Tipo 2 de 13 mm en lugar de la de 7,92 mm.
Además de los 9 prototipos B7A1 solo se produjeron 80 ejemplares del Grace, pues la fábrica de Funukata donde se ensamblaban estos aparatos quedó destruida por un importante terremoto en mayo de 1945. El Arsenal Aeronaval de Omura completó otros 25.

## Especificaciones (B7A2)

### Características generales
- Tripulación: 2 (piloto y observador).
- Longitud: 11,5 m (37,7 ft)
- Envergadura: 14,4 m (47,2 ft)
- Altura: 4,1 m (13,4 ft)
- Superficie alar: 35,4 m² (381,1 ft²)
- Peso vacío: 3810 kg (8397,2 lb)
- Peso cargado: 5625 kg (12 397,5 lb)
- Peso máximo al despegue: 6500 kg (14 326 lb)
- Planta motriz: 1× motor radial doble estrella Nakajima NK9C Homare 12.
  - Potencia: 1361 kW (1876 HP; 1851 CV)
- Hélices: 1× hélice cuadripala de velocidad constante por motor.
- Diámetro de la hélice: 3.50

### Rendimiento
- Velocidad nunca excedida (Vne): 567 km/h (352 MPH; 306 kt) a 6 550 m s. n. m.
- Alcance: 1852 km (1000 nmi; 1151 mi)
- Alcance en ferry: 3037 m (9964 ft)
- Techo de vuelo: 11 650 m (38 222 ft)
- Régimen de ascenso: 9,6 m/s (1890 ft/min)
- Carga alar: 158,9 kg/m² (32,5 lb/ft²)

### Armamento
- Armas de proyectiles: 3
- Puntos de anclaje: 1 para cargar una combinación de:

## Variantes
B7A1
prototipo;9 ejemplares construidos
B7A2
Versión de producción
B7A2 Experimental
único ejemplar de B7A2 propulsado por un motor radial Nakajima Homare 23 de 2.000 cv
B7A3
versión propuesta, que tenía que haber estado propulsada por un motor radial Mitsubishi MK9A de 2.200 cv ; no se construyó

## Historia operacional

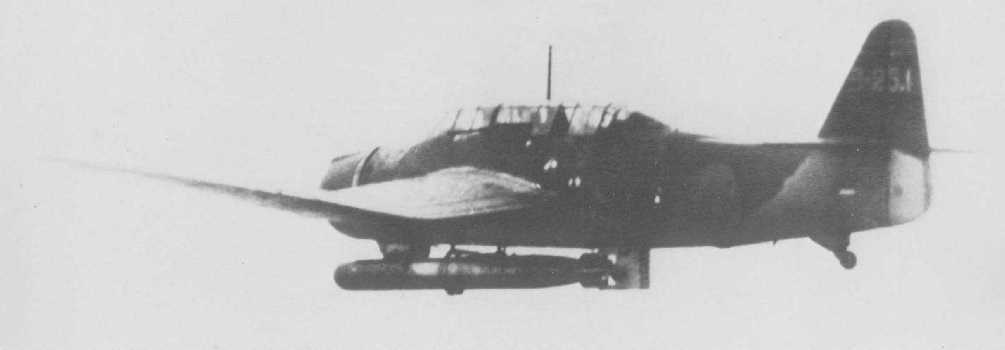
Un Grace armado con torpedo.

Debido a problemas con el fuselaje además de inconvenientes para conseguir las piezas para su construcción, la entrada en servicio del Grace se atrasó a mayo de 1944 siendo declarado operativo en 7 meses después. En el momento de ser declarado operativo por la Armada Imperial Japonesa, el portaaviones Taihō había sido hundido poco tiempo atrás por lo que el Grace pasó a operar desde bases en tierra. Cuando el Shinano estuvo operativo, se pensó en embarcar un cierto número de unidades; pero este navío fue hundido solo 10 días después de su comisionamiento.
Cabe destacar que el B7A fue considerado como el mejor torpedero japonés de la guerra y que en la posguerra un ejemplar capturado por los estadounidenses fue evaluado y al final resultó que era bastante peligroso y efectivo contra la flota estadounidense. En el último año de guerra, compartieron el mismo destino que el resto de los aviones de la Armada Imperial Japonesa.

## Sobrevivientes

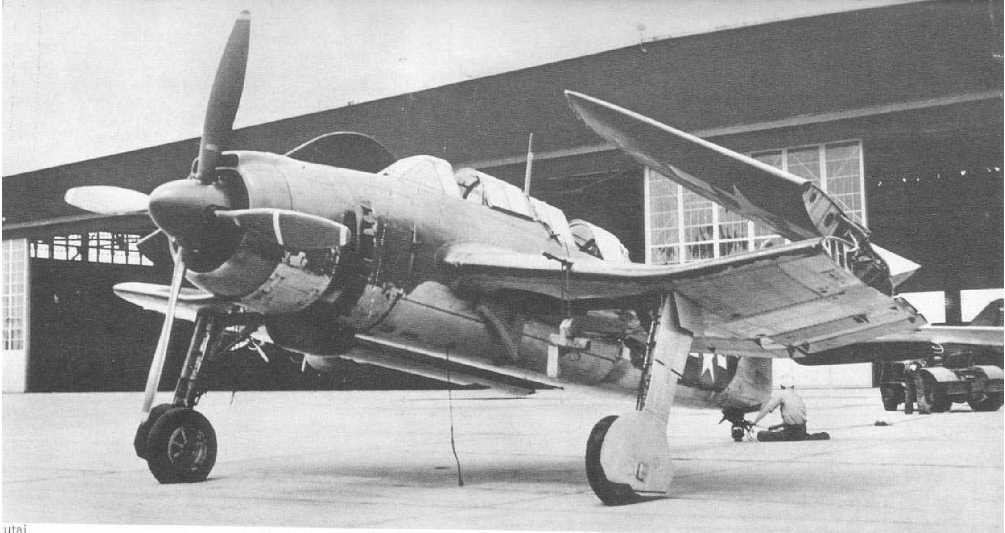
El único ejemplar sobreviviente de B7A capturado y con insignias estadouniudenses.

Solo un B7A sobrevivió a la guerra y fue capturado por los estadounidenses.